# Aplocera bifasciata
Aplocera bifasciata là một loài bướm đêm trong họ Geometridae.